# Chilicola tregualemu
Chilicola tregualemu är en biart som beskrevs av Packer 2007. Chilicola tregualemu ingår i släktet Chilicola och familjen korttungebin. Inga underarter finns listade i Catalogue of Life.